# Herborn (Hesse)
Herborn é um município da Alemanha, situado no distrito de Lahn-Dill, no estado de Hesse. Tem 63,82 km² de área, e sua população em 2019 foi estimada em 20.543 habitantes.